# Josef Hilgers (Politiker)
Josef Hilgers (* 26. Oktober 1910 in Rheydt; † 21. Januar 1955 in Weisweiler) war ein deutscher Kommunalpolitiker und ehrenamtlicher Landrat (Zentrum und CDU).

## Leben und Beruf
Nach dem Schulbesuch absolvierte Hilgers eine Installateurlehre. Er war danach als Installateur und Elektriker tätig. Ab 1926 war er Mitglied einer Gewerkschaft und von 1929 bis 1933 Mitglied des Zentrums. Hilgers war verheiratet und hatte zwei Kinder.

## Politik
Vom 5. Juli 1950 bis zum 4. Juli 1954 war Hilgers Mitglied des Landtags des Landes Nordrhein-Westfalen. Er wurde im Wahlkreis 007 Düren direkt gewählt.
Mitglied des Kreistages des Landkreises Düren war er vom 25. Oktober 1946 bis zu seinem Tod am 21. Januar 1955. Vom 4. November 1948 ununterbrochen bis zum 8. Mai 1954 war er Landrat des Landkreises. Er schied aus gesundheitlichen Gründen aus diesem Amt. Von 1946 bis 1948 war er Bürgermeister in Weisweiler und ab 1948 Mitglied der Amtsvertretung des Amtes Langerwehe.
Hilgers war er in verschiedenen Gremien des Landkreistages Nordrhein-Westfalen tätig, insbesondere im Vorstand.